# 中銀証券
中銀証券株式会社（ちゅうぎんしょうけん、英称：Chugin Securities Co., Ltd.）は、岡山県岡山市北区に本社を置く証券会社で、ちゅうぎんフィナンシャルグループの完全子会社である。日本証券業協会協会員。

## 概要
1944年8月に津山証券として岡山県津山市で設立され、1971年7月に大阪屋證券（後のコスモ証券、現在の岩井コスモ証券）が資本参加して同社の子会社となったが、2009年3月30日にコスモ証券が自社が保有していた株式を中国銀行に譲渡して、中国銀行の子会社となり、同年8月25日には完全子会社化された。
中国銀行グループの証券会社としての業務拡大を図るために、約1年かけて証券業務拡大のためのシステム更改などを行い、2010年5月6日に商号を中銀証券に変更し、本社を岡山県岡山市北区に移転した。同時に旧津山証券本店は中銀証券津山支店となった。
2022年10月1日に中国銀行グループの金融持株会社であるちゅうぎんフィナンシャルグループ発足により、筆頭株主が中国銀行からちゅうぎんフィナンシャルグループへ変わり、同社の完全子会社となった。

## 店舗
- 本社・本店営業部（ちゅうぎん駅前ビル）
- 倉敷支店（倉敷ビジネススクエア6階）
- 津山支店（旧津山証券本店）
- 福山支店（福山ちゅうぎんビル）

過去の店舗
- 津山証券イオンプラザ（イオン津山ショッピングセンター内）
- 真庭支店（2011年3月31日廃止。津山支店に統合）[3]
- 高松支店（2020年8月28日廃止。中国銀行高松支店内）